# Elmar Mittler
Elmar Jakob Nikolaus Mittler (Andernach, 8 de maio de 1940) é um bibliotecário alemão. Foi diretor da biblioteca da Universidade de Heidelberg e da Universidade de Göttingen.

## Condecorações
- 1987: Ordem do Mérito da República Federal da Alemanha